# 進教之佑堂
進教之佑堂（英語：Mary Help of Christians Church）是一座香港天主教教堂，屬天主教香港教區，由慈幼會管理。位於九龍天光道23號（鄧鏡波學校），建立於1953年。

## 牧職人員
- 主任司鐸：江志釗神父 (Fr. Denis Kong, SDB)
- 助理司鐸：張子昭神父 (Rev. Louis Cheung, SDB)

## 堂區服務範圍
進教之佑堂區服務範圍 ：

東 : 天光道、農圃道、馬頭圍道、漆咸道北

南 : 漆咸道北、公主道、康莊道至佛光街與常樂街交界

西 : 公主道及培正道

北 : 公主道、常盛街、巴富街、亞皆老街、天光道

包括各大型屋苑：愛民邨、何文田邨、俊民苑、君逸山、御龍居、雅利德樺臺、冠熹苑、冠暉苑、欣圖軒、寶雲閣、雅麗居、半山一號、樂民新村、窩打老山恆信園等。

為方便教友參與宗教活動，除了進教之佑堂外，堂區更包括以下的彌撒中心：
聖神彌撒中心（英語：Holy Spirit Mass Centre），位於九龍何文田窩打老山文福道27號。

於1975年11月10日建立，前身為聖神堂，1979年7月1日升格為堂區。

1977年至1979年名為聖神小堂，屬太子道聖德肋撒堂區。

2002年1月1日聖神堂被廢除，更改為彌撒中心，並納入天光道進教之佑堂。
領島彌撒中心（英語：Ling To Mass Centre），位於九龍何文田俊民苑（領島小學）。

於1981年建立，屬何文田聖神堂區，2002年屬天光道進教之佑堂區。

## 堂區歷史

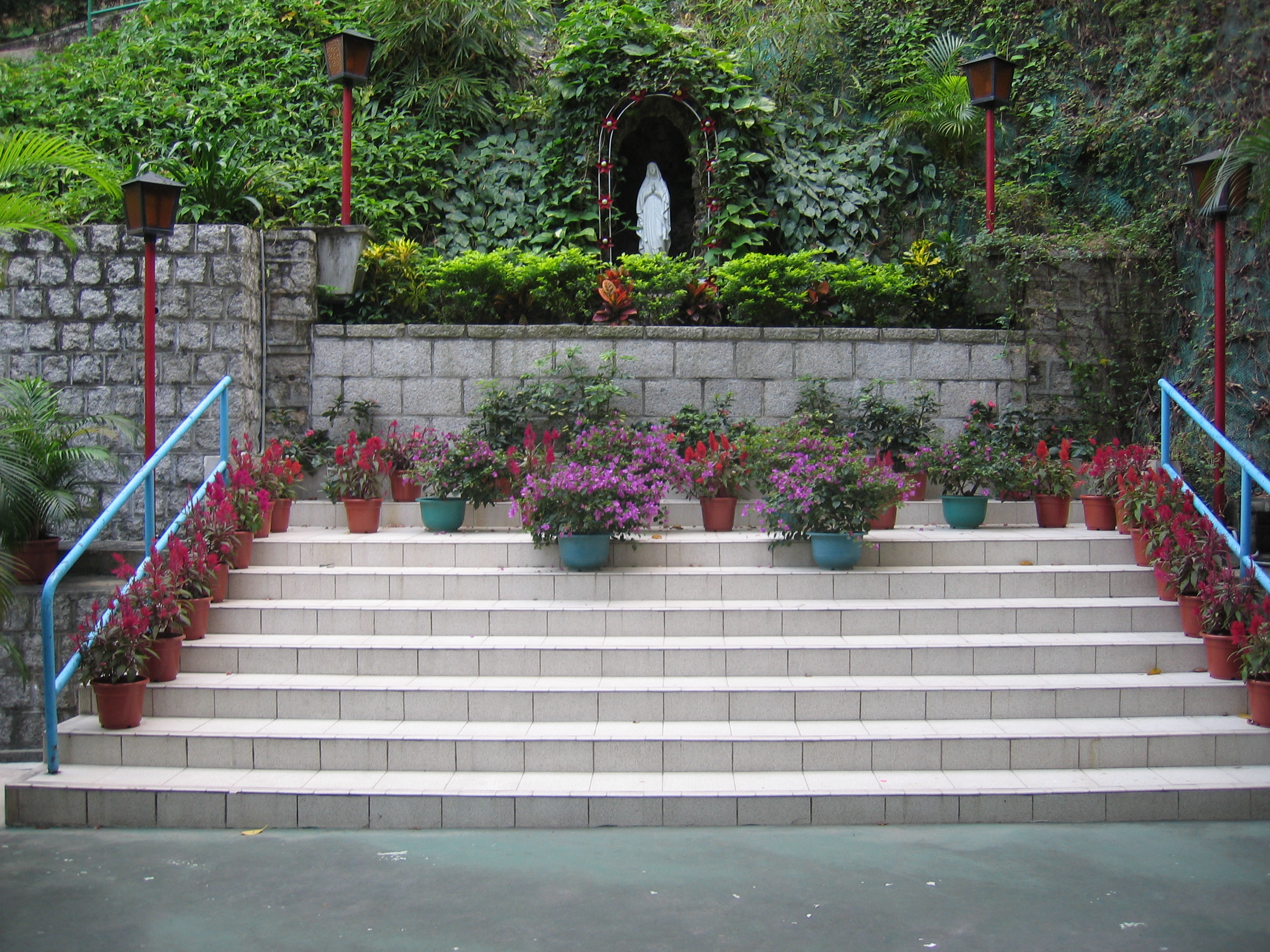
聖母岩

1952年鄧鏡波先生慷慨捐出100萬元，與慈幼會商議向政府申請撥出馬頭圍山東麓地段，興建鄧鏡波學校第一座校舍。於1953年慈幼會撥款，於第一座校舍西北隅空地興建第二座校舍，包括一所可容納三百人的小聖堂。
1967年，小聖堂名為鄧鏡波學校小堂，附屬太子道聖德肋撒堂區；並於1970年，鄧鏡波學校小堂易名為進教之佑小堂。1991年1月1日，主教胡振中樞機將進教之佑小堂升格為準堂區。於1993年11月14日，正式升格為堂區，謝家賢神父被委任為第一任堂區主任司鐸。
於2002年1月1日天主之母節，進教之佑堂區與已有二十五年歷史的聖神堂區合併，遵照香港主教胡樞機的諭令，合併後堂區取名為「進教之佑堂區」。教堂的現貌是2005年間的維修工程後所完成的。

## 堂區主保
1572年，土耳其再次入侵歐洲，十字軍以聖母的代禱，於萊濱多海戰中，大破土耳其艦隊。教宗庇護五世為紀念這勝利，定立聖母瞻禮。在1682年，維也納城軍民，擊退了土耳其軍。為了感謝聖母，教宗依諾增爵十二世批准成立聖母進教之佑善會。最後在1814年5月24日 ，教宗庇護七世排除了拿破崙強權的壓迫，再歸羅馬。為了感謝聖母，定每年的5月24日為聖母進教之佑瞻禮。

## 彌撒及禮儀時間

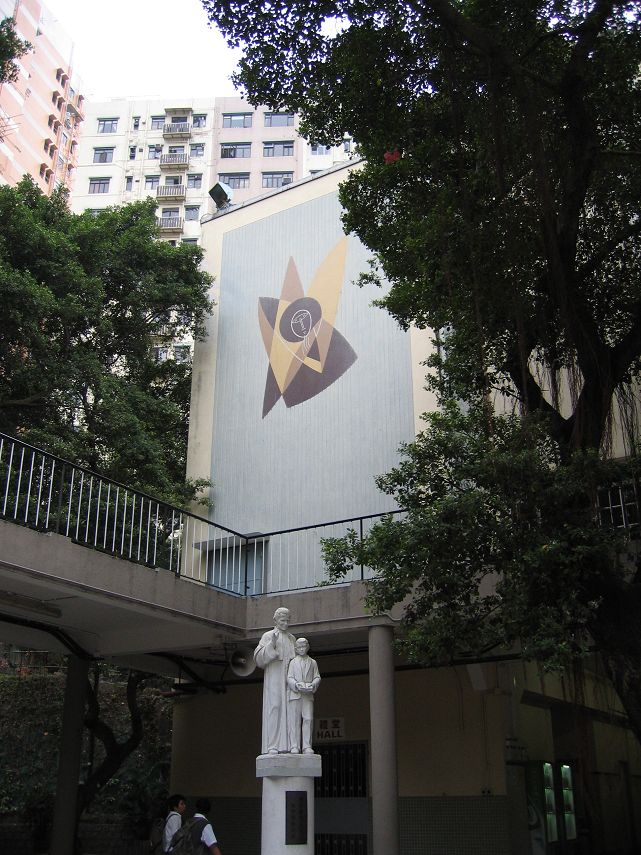
聖母瑪利亞壁畫、聖鮑思高及聖多明我沙維豪像

### 進教之佑堂

#### 彌撒
- 主日彌撒：07:30、08:45、10:00(粤語)
- 特倫多禮儀團體：每主日12:30(拉丁彌撒)
- 星期六提前主日彌撒：20:00 (粤語)
- 平日彌撒：06:55、07:40(粤語)
- 聖召彌撒：首星期四20:00
- 聖心彌撒：首星期五20:00
- 煉靈彌撒：每月第三個星期五20:00
- 進教之佑敬禮及彌撒：每月24日18:00、19:30

#### 明供聖體
- 星期一至五09:00-21:00
- 星期六09:00-20:00

### 聖神彌撒中心

#### 彌撒
- 主日彌撒：09:30（粵語），  下午(英語) 請向堂區辦事處查詢
- 學校彌撒：星期五07:30（粵語）

### 領島彌撒中心

#### 彌撒
- 平日彌撒：星期三07:00（粵語）

#### 特別敬禮
- 永援聖母敬禮：星期五20:30

## 外部連結
- 進教之佑堂網站 （页面存档备份，存于）